# Grantaggsvamp
Grantaggsvamp (Bankera violascens) är en svampart som först beskrevs av Alb. & Schwein., och fick sitt nu gällande namn av Zdeněk Pouzar 1955. Grantaggsvamp ingår i släktet Bankera och familjen Bankeraceae.  Arten är reproducerande i Sverige. Inga underarter finns listade i Catalogue of Life.

## Bildgalleri

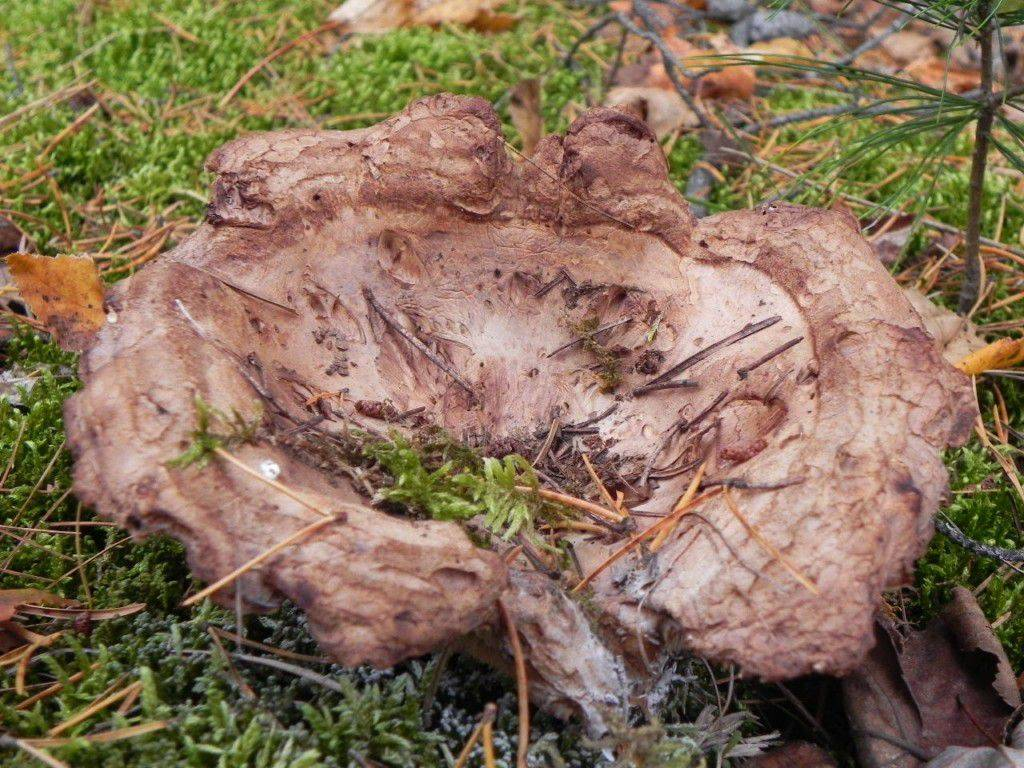
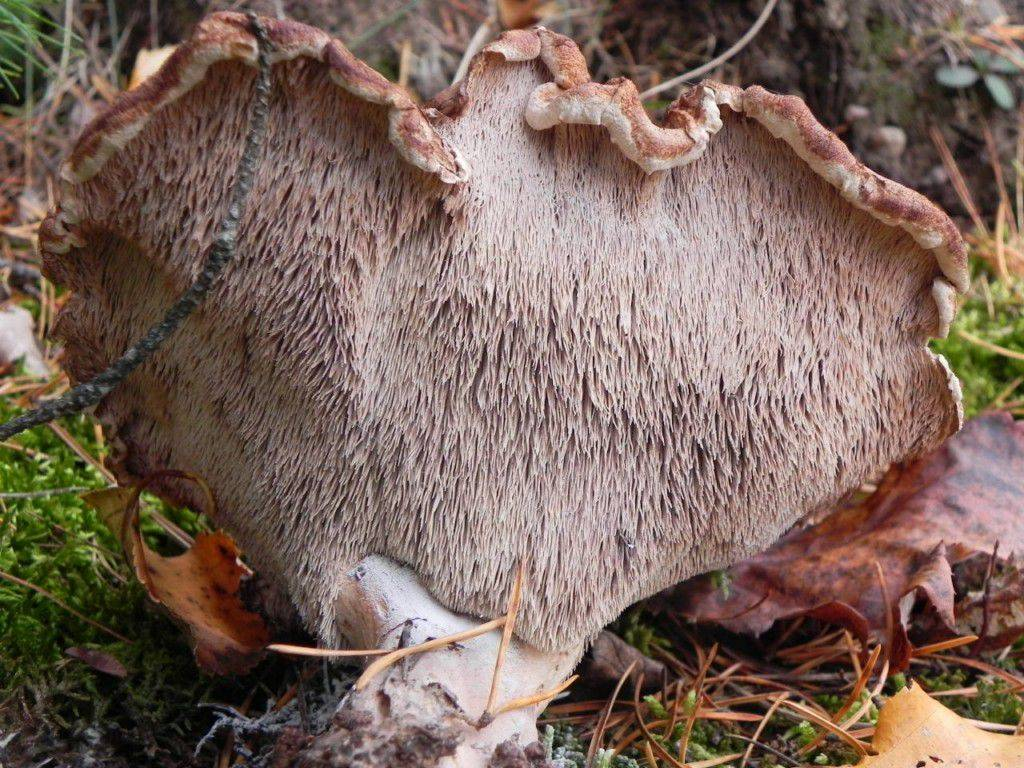